# باولا إسكوبار
باولا إسكوبار (بالإسبانية: Paula Escobar)‏ هي محرِّرة ومؤلفة وكاتبة العمود تشيلية، (ولدت في تشيلي 1968  م).